# Philipp Gottlieb Seeger

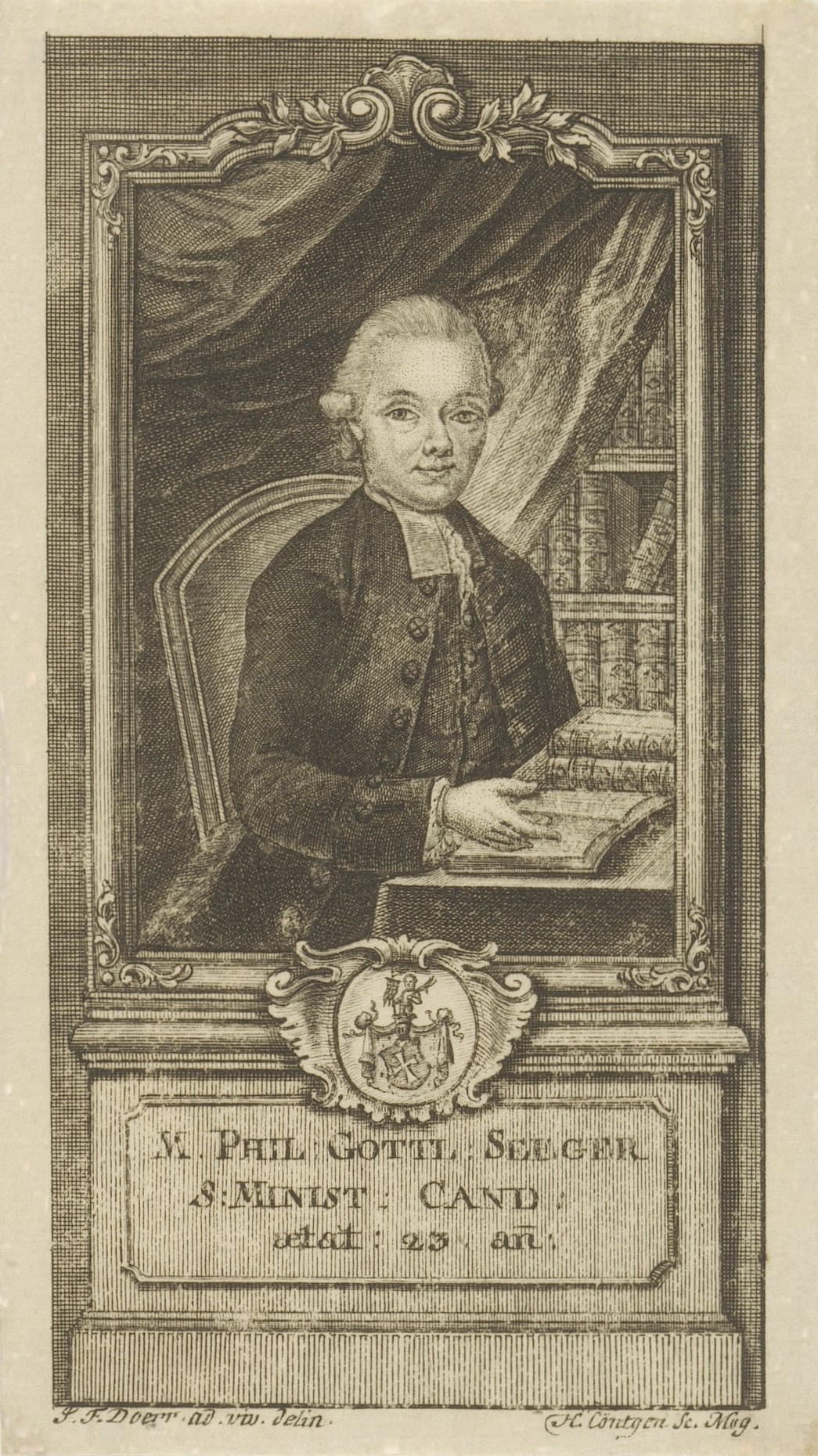
Porträt Philipp Gottlieb Seegers im Alter von 23 Jahren, Kupferstich von Heinrich Hugo Coentgen nach einer Zeichnung von Jacob Friedrich Dörr

Philipp Theodor Gottlieb Seeger (* 13. Juli 1751 in Ohnastetten; † 12. November 1774 in Wittlingen (Bad Urach)) war ein deutscher Altphilologe, Theologe und Autor.

## Leben
Philipp Theodor Gottlieb Seeger (jun.) wurde als erstes von elf Kindern des Pfarrers Philipp Theodor Seeger (* 9. März 1722 in Tübingen; † 1. Oktober 1785 in Wittlingen) geboren. Nach dem Theologiestudium in Tübingen wurde der Vater 1750 Pfarrer in Ohnastetten und 1756 in Wittlingen.
Seeger (jun.) studierte in Tübingen von 1768 bis 1770 an der philosophischen Fakultät und bekam den Magister der Philosophie verliehen. Anschließend studierte er für drei Jahre Theologie. Nach einer Vorbildung in der Klosterschule im Kloster Maulbronn und der Prüfung vor dem Konsistorium des Herzogtum Württemberg wurde er 1774 Vikar bei seinem Vater in Wittlingen. Seeger starb im selben Jahr nach 14-tägiger Krankheit im Alter von 23 Jahren an Fleckfieber.

## Wirken als Autor
Seeger ist Autor von Die Götter der alten Griechen und Römer. Das Werk wurde in zwei Bänden 1777 und 1778 posthum vom Verlag der Andreäische Buchhandlung in Frankfurt am Main von Johann Benjamin Andreä d. J. verlegt. In der Einleitung der zweiten Ausgabe (1778 posthum) würdigte der Herausgeber den Autor Seeger für seine Arbeiten und sein Wirken. Es sah sich bereits kurz nach Erscheinen Vorwürfen mangelnder struktureller Stringenz ausgesetzt und beinhaltet „eine Vielzahl disparater – allerdings nicht immer verlässlicher – Einzelinformationen“, so der Literaturwissenschaftler und Historiker Martin Disselkamp.

## Schriften
- Die Götter der alten Griechen und Römer nach ihren Herkünften, Thaten, Nachkommenschaften, Tempeln, Vorstellungen, Benennungen und Bedeutungen nach Anleitung der klassischen Schriftsteller und der Werke der Kunst. Zwei Bände. Andreäische Buchhandlung, Frankfurt am Main.
  - Erster Theil. 1777 (slub-dresden.de).
  - Zweyter Theil. 1778 (slub-dresden.de).